# Friedrich Matthias von Korff gen. Schmising zu Tatenhausen
Friedrich Matthias von Korff gen. Schmising zu Tatenhausen (* 15. September 1660; † 18. Mai 1727) war Amtsdroste im Hochstift Münster.

## Leben

### Herkunft und Familie
Als Sohn des Kaspar Heinrich von Korff gen. Schmising (1616–1690, Droste zu Iburg) und seiner Gemahlin Anna Margaretha von Neuhof zu Horstmar entstammte Friedrich Matthias der uralten westfälischen Adelsfamilie von Korff. 1685 heiratete er in Velen Alexandrina Hedwig von Velen zu Velen (1665–1727). Aus der Ehe ging der Sohn Caspar Heinrich hervor.
Am 4. September 1692 wurde die Familie in den Reichsfreiherrenstand gehoben.

### Werdegang und Wirken
Friedrich Matthias wurde am 18. Mai 1684 zur münsterschen Ritterschaft aufgeschworen und war dann zunächst von 1685 bis 1690 Amtsdroste zu Iburg. 1685 kaufte er von dem Drosten Christian Friedrich von Harling den Korffschen Burgmannshof, der vom Ende des 16. Jahrhunderts -mit Unterbrechungen- bis 1714 im Familienbesitz war und den Drosten als Amtssitz diente. Am 12. Februar 1690 wurde er als Nachfolger des verstorbenen Drosten Carl von Grothaus bestallt und am 14. Februar vom Domkapitel zum Drostenamt Cloppenburg zugelassen. Seinen Eid leistete er am 3. April 1690 und blieb bis zu seinem Tode im Amt.